# Lagi von Ballestrem
So'oa'emalelagi „Lagi“ Gräfin von Ballestrem (geborene Solf; * 31. August 1909 in Vailima auf Samoa; † 14. September 1955 in Bonn) gehörte dem Widerstand gegen den Nationalsozialismus an. Gemeinsam mit ihrer Mutter Hanna Solf war sie maßgeblich am Solf-Kreis beteiligt.

## Leben
„Lagi“ Solf wurde 1909 als erstes Kind von Hanna und Wilhelm Solf, dem Gouverneur der deutschen Kolonie Deutsch-Samoa, bei Apia auf der samoanischen Insel Upolu geboren. Ihren samoanischen Namen erhielt sie aufgrund der Verbundenheit ihrer Eltern zu dem Ort, der Lagis Geburtsstätte war. Ihr Name So'oa'emalelagi war für viele nicht-Samoaner schwer auszusprechen, deshalb wurde er auf „Lagi“ als Kosename verkürzt.
Als Adolf Hitler an die Macht gelangte, lebte sie mit ihrem ersten Mann, dem Diplom-Ingenieur Wolfgang Mohr, in Shanghai. Da sie dort seit ihrer Anreise in den 1920er Jahren offen mit Juden verkehrte bzw. aus ihrer Heimat ausgewanderten jüdischen Deutschen Quartier bot, wurde sie von der deutschen Minderheit in Shanghai gemieden. Sie unterhielt regen Schriftverkehr mit ihren Eltern, mit Walter Simons und Hans von Seeckt, wozu sie einen Code verwendete, der 1943 der Geheimen Staatspolizei (Gestapo) in die Hände fiel.
1938 war sie aus China nach Berlin zurückgekehrt. Bei ihrer Ankunft wurde sie sofort zu einem Verhör gebracht, da „der Hoheitsträger vernichtend über ihre politischen Umtriebe im Ausland“ berichtet hatte. Nachdem man sie wieder hatte gehen lassen, versuchte sie, dem Frauenarzt und Schriftsteller Ferdinand Mainzer zur Flucht nach London zu verhelfen. 1940 musste sie sich erneut einem Verhör im Hauptquartier der Gestapo stellen, zu dem sie mit zwei gefüllten Markttaschen erschien, um selbst in der Zentrale des nationalsozialistischen Geheimdienstes den Hitlergruß vermeiden zu können. Am 25. November 1940 heiratete sie den schlesischen Adligen Hubert Graf von Ballestrem (1910–1995), seit seiner Studienzeit Gegner des Nationalsozialismus und ein Freund Nikolaus Christoph von Halems.
In Berlin versuchte Lagi Gräfin von Ballestrem „zu den damals in irgendeiner kleinen Wohnung verborgenen, armseligen jüdischen Damen zu gehen, um sie zu besuchen und ihnen irgendetwas zu bringen“, so Hanna Solf über ihre Tochter.
Am 15. März 1944 brachte man sie von München, wo sie gemeinsam mit ihrer Mutter versucht hatte, dem Bombenhagel der Hauptstadt zu entkommen, in das KZ Ravensbrück. Nach zahlreichen Verhören, zu denen man sie jedes Mal nach Berlin gefahren hatte, lautete die Anklageschrift gegen die Mitglieder des Solf-Kreises auf Hochverrat, Wehrkraftzersetzung, „Feindbegünstigung“ und Defätismus. Am 18. Oktober 1944 wurde sie ins Untersuchungsgefängnis Justizvollzugsanstalt Moabit verbracht. Dort wartete sie auf ihre Gerichtsverhandlung, die jedoch wegen eines schweren Bombenangriffs auf Berlin nie stattfand. Ihr Mann, der von der Ostfront im Dezember 1944 zu Weihnachten auf Heimaturlaub geschickt worden war, konnte sie lediglich 15 Minuten besuchen.

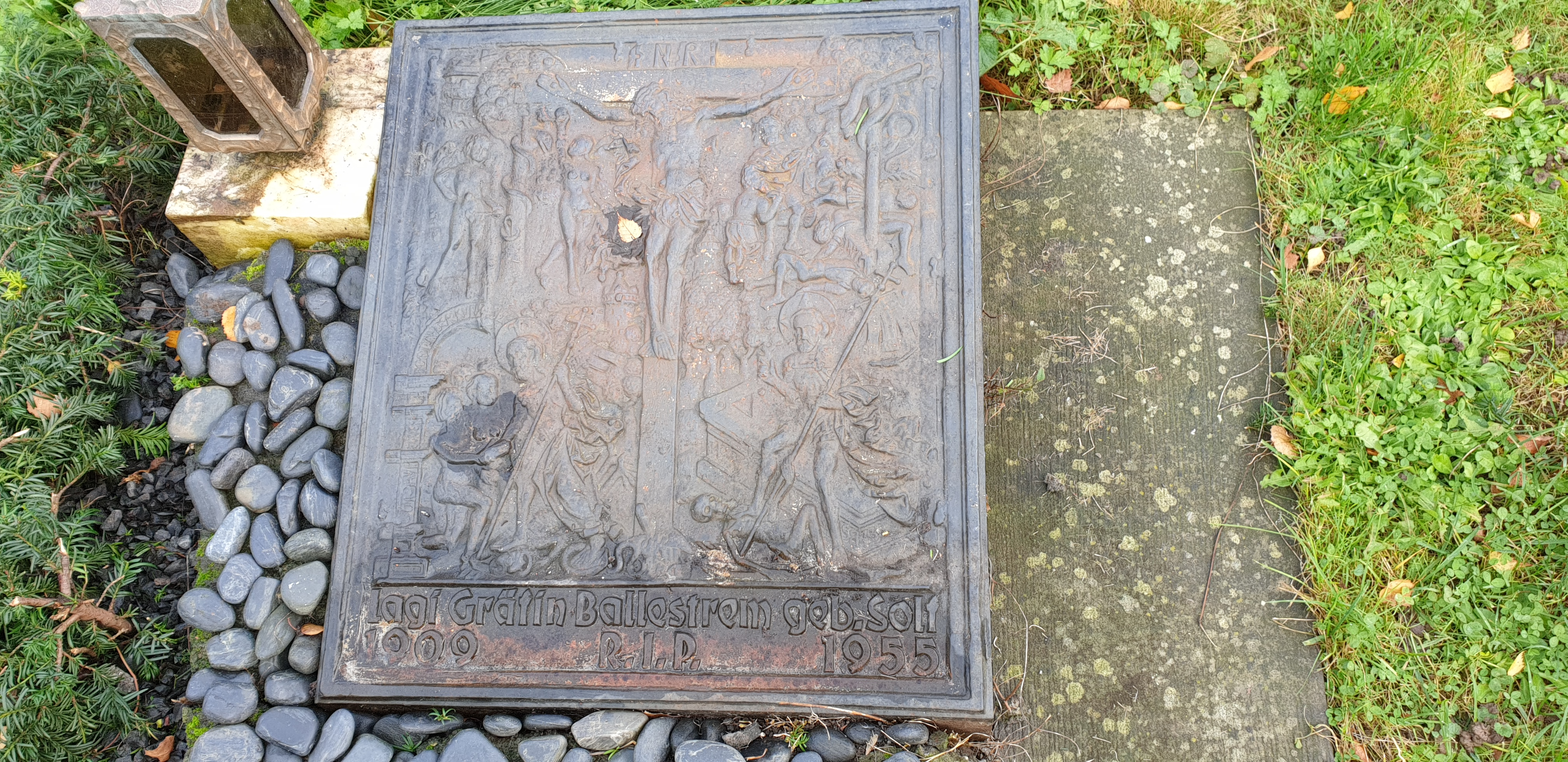
Grabstätte der Lagi Gräfin Ballestrem auf dem Bonner Südfriedhof

Schließlich wurde Lagi Gräfin von Ballestrem am 23. April 1945 aus der Haft entlassen, durch Hungerödeme entstellt und psychisch schwer geschädigt.
Sie starb kinderlos mit 47 Jahren in Bonn, nur ein Jahr nach ihrer Mutter. Ihr Lebensabend war geprägt von Wehmut:

„Ich möchte nicht an die Vergangenheit denken, da sie ihre Bedeutung verloren hat. Die Welt hat nichts aus ihr gelernt – weder die Schlächter noch die Opfer oder die Zuschauer. Unsere Zeit ist wie ein Totentanz, dessen unheimlichen Rhythmus wenige verstehen. Alle wirbeln verwirrt herum, ohne den Abgrund zu sehen.“